# Ballade en vieil langage françoys
 (janvier 2024).
La mise en forme du texte ne suit pas les recommandations de Wikipédia : il faut le « wikifier ».
Les points d'amélioration suivants sont les cas les plus fréquents. Le détail des points à revoir est peut-être précisé sur la page de discussion.
- Les titres sont pré-formatés par le logiciel. Ils ne sont ni en capitales, ni en gras.
- Le texte ne doit pas être écrit en capitales (les noms de famille non plus), ni en gras, ni en italique, ni en « petit »…
- Le gras n'est utilisé que pour surligner le titre de l'article dans l'introduction, une seule fois.
- L'italique est rarement utilisé : mots en langue étrangère, titres d'œuvres, noms de bateaux, etc.
- Les citations ne sont pas en italique mais en corps de texte normal. Elles sont entourées par des guillemets français : « et ».
- Les listes à puces sont à éviter, des paragraphes rédigés étant largement préférés. Les tableaux sont à réserver à la présentation de données structurées (résultats, etc.).
- Les appels de note de bas de page (petits chiffres en exposant, introduits par l'outil «  Source ») sont à placer entre la fin de phrase et le point final[comme ça].
- Les liens internes (vers d'autres articles de Wikipédia) sont à choisir avec parcimonie. Créez des liens vers des articles approfondissant le sujet. Les termes génériques sans rapport avec le sujet sont à éviter, ainsi que les répétitions de liens vers un même terme.
- Les liens externes sont à placer uniquement dans une section « Liens externes », à la fin de l'article. Ces liens sont à choisir avec parcimonie suivant les règles définies. Si un lien sert de source à l'article, son insertion dans le texte est à faire par les notes de bas de page.
- La présentation des références doit suivre les conventions bibliographiques. Il est recommandé d'utiliser les modèles {{Ouvrage}}, {{Chapitre}}, {{Article}}, {{Lien web}} et/ou {{Bibliographie}}. Le mode d'édition visuel peut mettre en forme automatiquement les références.
- Insérer une infobox (cadre d'informations à droite) n'est pas obligatoire pour parachever la mise en page.

Pour une aide détaillée, merci de consulter Aide:Wikification.
Si vous pensez que ces points ont été résolus, vous pouvez retirer ce bandeau et améliorer la mise en forme d'un autre article.
 (janvier 2014).

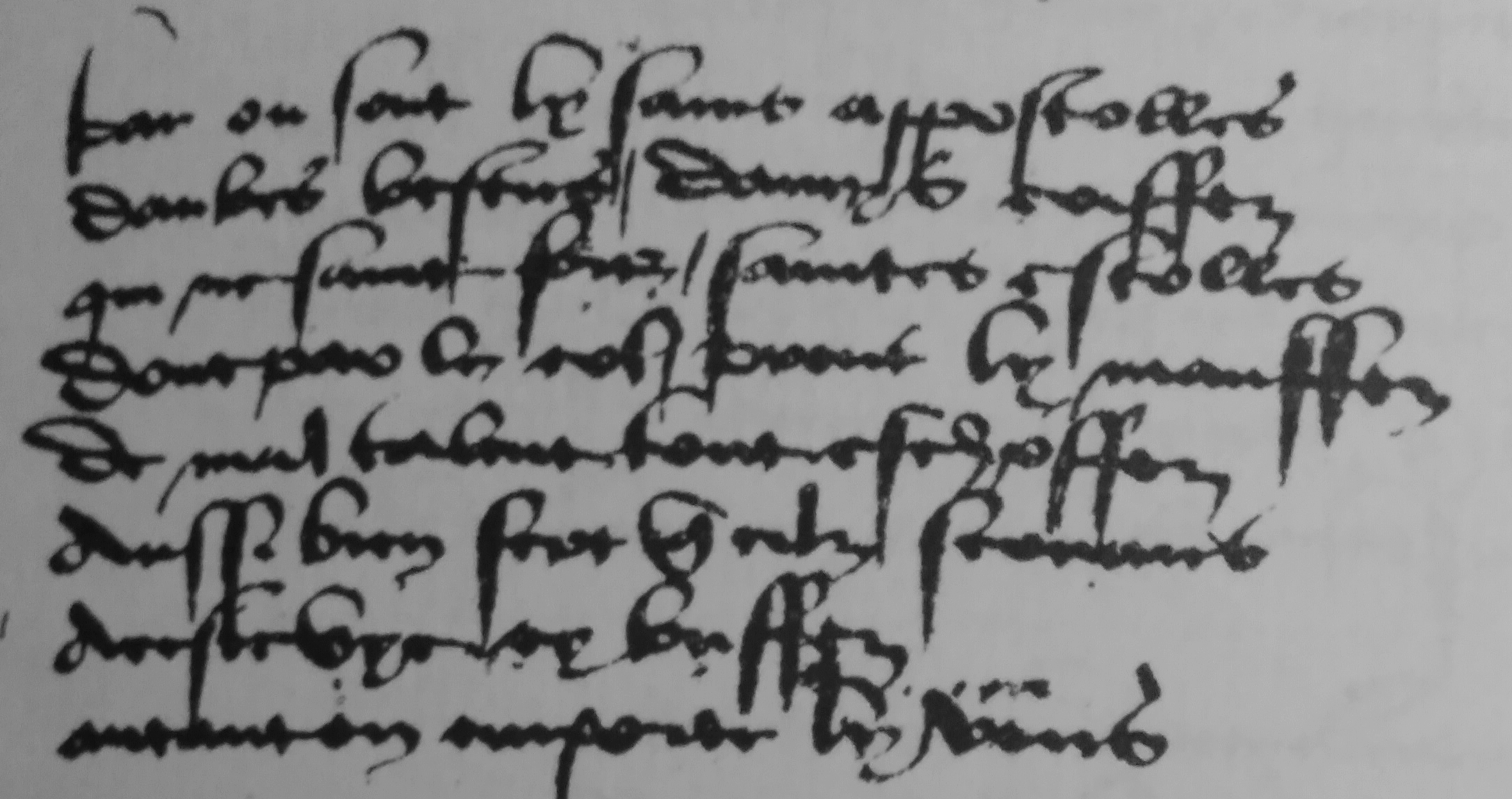
François Villon - La Ballade en vieil langage françoys - Premier huitain extrait du manuscrit de Stockholm.

La Ballade en vieil langage françoys est un poème de François Villon. Faisant suite à la Ballade des dames du temps jadis et à la Ballade des seigneurs du temps jadis, elle clôt le triptyque des ballades qui occupe le début de son Testament.
Elle est rédigée en « vieil langage françoys », c'est-à-dire en ancien français. Or Villon s'exprime en moyen français. Il utilise donc un parler que ses contemporains ne pratiquaient plus, et que lui-même ne connaissait que médiocrement.

## Titre
Plusieurs éditions indiquent Autre ballade à ce propos en vieil langage françois, ce qui laisse entendre qu'elle se rattache aux deux précédentes.
L'auteur lui-même n'indique pas de titre.

## Thème
Comme dans la Ballade des dames du temps jadis et dans la Ballade des seigneurs du temps jadis, François Villon parle du thème traditionnel, en poésie, du tempus fugit, c'est-à-dire du temps qui fuit, ainsi que de l'ubi sunt, c'est-à-dire de la question : "Où sont-ils ?", en évoquant les défunts d'un passé lointain.
Le refrain Autant en emporte ly vens n'est en rien original. La traduction du titre du livre Gone with the Wind de Margaret Mitchell en Autant en emporte le vent a cependant été trouvée par l'éditeur Jean Paulhan dans le refrain de la cette Ballade en vieil langage Françoys.

## Forme
Il s'agit d'une ballade, forme fréquente dans l’œuvre de Villon. Utilisant l'octosyllabe, elle obéit aux règles de composition suivantes :
- trois huitains suivis d'un quatrain nommé envoi ;
- trois rimes en A, B et C ;
- les rimes sont disposées en ABABBCBC dans les huitains et en BCBC dans l'envoi.

## Texte et transcription
Voici le texte et sa transcription en français moderne :   
| 5 10 15 20 25 | Car, ou soit ly sains apostolles, D'aubes vestuz, d'amys coeffez, Qui ne saint fors saintes estolles Dont par le col prent ly mauffez, De mal talant tout eschauffez, Aussi bien meurt que cilz servans, De ceste vie cy brassez : Autant en emporte ly vens ! Voire, ou soit de Constantinobles L'emperieres au poing dorez, Ou de France ly roy tres nobles Sur tous autres roys decorez, Qui, pour ly grant Dieux adorez, Batist eglises et couvens, S'en son temps il fut honnorez, Autant en emporte ly vens ! Ou soit de Vienne et de Grenobles Ly Daulphin, ly preux, ly senez, Ou de Digons, Salins et Dolles, Ly sires et ly filz esnez, Ou autant de leurs gens prenez, Heraux, trompectes, poursuivans, Ont ils bien boutez soubz le nez ? Autant en emporte ly vens ! ENVOI Princes à mort sont tous destinez, Et tous autres qui sont vivans ; Si sont courcez n'attinez, Autant en emporte ly vens !... | Car, de même, le saint apôtre, De l'aube revêtu, de l'amict coiffé, Qui ne ceint que la sainte étole, Avec laquelle, par le col, il prend le Mauvais, De colère tout échauffé, Au bien meurt que fils, servants, Hors de cette vie-ci soufflé. Autant en emporte le vent ! Et même, à Constantinople L'empereur au poing doré, Ou le très noble roi de France, Plus glorieux que tous les autres rois, Qui, pour honorer la grandeur divine, A fait bâtir églises et couvents, S'il fut honoré à son époque, Autant en emporte le vent ! Ou, à Vienne et Grenoble Le Dauphin, le vaillant, le sage, Ou, à Dijon, Salins et Dole, Le seigneur et le fils aîné, Aussi bien que leurs amis, Hérauts, trompettes, poursuivants, Ont-ils bien rempli leur bouche ? Autant en emporte le vent ! ENVOI Les princes sont tous destinés à la mort, Et tous les autres, qui sont vivants : Qu'ils s'en affligent ou s'en irritent, Autant en emporte le vent !... |